# Unité urbaine de Juillan
L'unité urbaine de Juillan est une unité urbaine française centrée sur la commune de Juillan , dans le département des Hautes-Pyrénées, en région Occitanie.

## Données générales
Dans le zonage réalisé par l'Insee en 2010, l'unité urbaine était composée de cinq communes.
Dans le nouveau zonage réalisé en 2020, elle est composée des cinq mêmes communes. 
En 2022, avec 6 392 habitants, elle représente la 6e unité urbaine du département des Hautes-Pyrénées.
En 2022, sa densité de population s'élève à 210 hab/km2. Par sa superficie, elle représente 0,68 % du territoire départemental mais, par sa population, elle regroupe 2,76 % de la population du département des Hautes-Pyrénées.

## Composition 2020 de l'unité urbaine
Elle est composée des cinq communes suivantes :
| Nom                    | Code Insee | Département     | Statut       | Superficie (km2) | Population (dernière pop. légale) | Densité (hab./km2) | Modifier                                    |
| ---------------------- | ---------- | --------------- | ------------ | ---------------- | --------------------------------- | ------------------ | ------------------------------------------- |
| Juillan (ville-centre) | 65235      | Hautes-Pyrénées | ville-centre | 8,20             | 4 019 (2022)                      | 490                | modifier les données · modifier les données |
| Barry                  | 65067      | Hautes-Pyrénées | banlieue     | 2,54             | 133 (2022)                        | 52                 | modifier les données · modifier les données |
| Bénac                  | 65080      | Hautes-Pyrénées | banlieue     | 7,93             | 530 (2022)                        | 67                 | modifier les données · modifier les données |
| Lanne                  | 65257      | Hautes-Pyrénées | banlieue     | 5,75             | 604 (2022)                        | 105                | modifier les données · modifier les données |
| Louey                  | 65284      | Hautes-Pyrénées | banlieue     | 6,06             | 1 106 (2022)                      | 183                | modifier les données · modifier les données |

## Évolution démographique
| 1968  | 1975  | 1982  | 1990  | 1999  | 2010  | 2015  | 2022  |
| ----- | ----- | ----- | ----- | ----- | ----- | ----- | ----- |
| 3 262 | 3 544 | 4 787 | 5 266 | 5 510 | 6 187 | 6 341 | 6 379 |

#### Données générales
- Unité urbaine en France
- Aire d'attraction d'une ville
- Liste des unités urbaines de France

#### Données démographiques en rapport avec l'unité urbaine de Juillan
- Aire d'attraction de Tarbes
- Arrondissement de Tarbes

#### Données démographiques en rapport avec les Hautes-Pyrénées
- Démographie des Hautes-Pyrénées